# Algernon Heneage

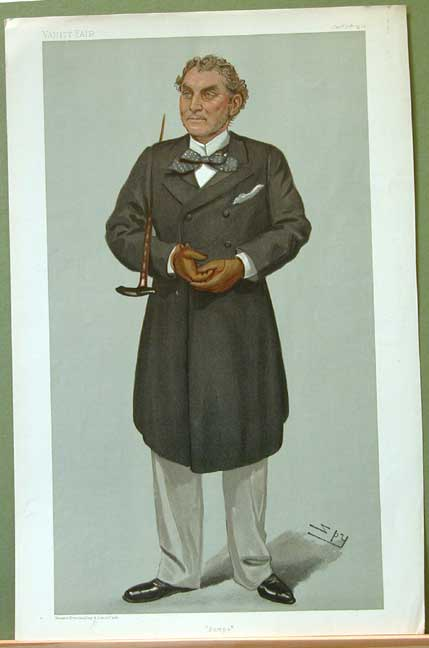
Algernon Heneage (Karikatur von Leslie Ward in der Zeitschrift Vanity Fair vom 17. Januar 1901)

Sir Algernon Charles Fiesché Heneage, GCB (* 19. März 1833 in Arthingworth, Northamptonshire, England; † 10. Juni 1915) war ein britischer Seeoffizier der Royal Navy und zuletzt Admiral, der unter anderem von 1887 bis 1890 Oberkommandierender der Marinestation Pazifik (Commander-in-Chief, Pacific Station) sowie zwischen 1892 und 1894 Oberkommandierender der Marinestation Sheerness (Commander-in-Chief, Sheerness) war.

## Leben
Algernon Charles Fiesché Heneage war der Sohn von Charles Fieschi Heneage, ein Offizier der Life Guards, und Louisa Elizabeth Graves († 1868), deren Vater der Politiker  Thomas Graves, 2. Baron Graves war, der von 1812 bis 1827 Mitglied des Unterhauses (House of Commons) war. Er absolvierte eine Ausbildung zum Seeoffizier und fand nach deren Abschluss zahlreiche Verwendungen in der Royal Navy. Er wurde am 8. März 1854 zum Lieutenant befördert und war nach seiner Beförderung zum Commander zwischen dem 10. Januar 1861 und dem 6. Oktober 1862 Kommandant der Sloop HMS Falcon, die zur Marinestation Westküste Afrikas (West Coast of Africa Station) gehörte. Danach wurde er am 14. Dezember 1863 des zur Marinestation Nordamerika und Westindien (North America and West Indies Station) gehörenden Kanonenbootes HMS Lily.

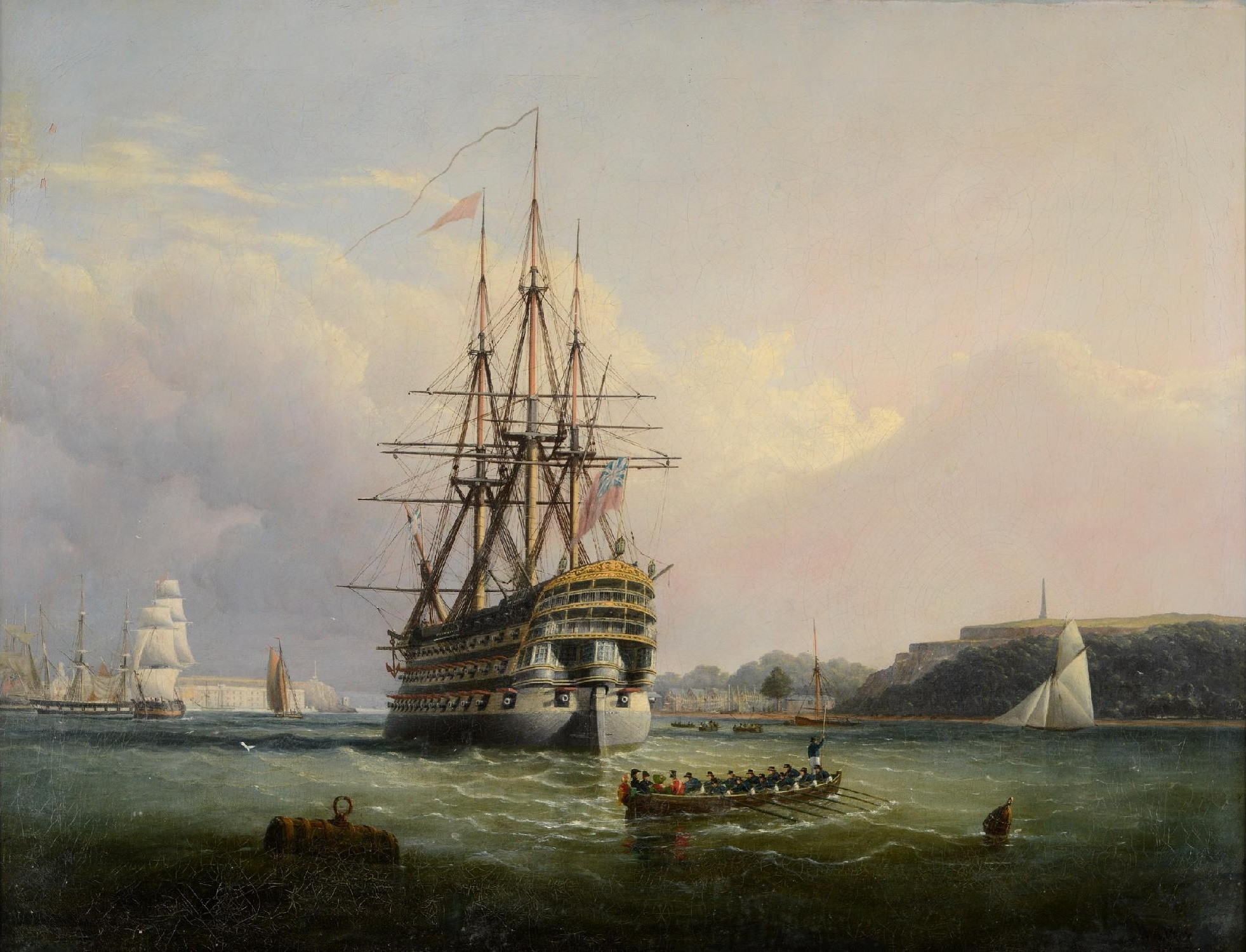
Captain Heneage war unter anderem zwischen 1872 und 1875 Kommandant des Linienschiffs HMS Royal Adelaide.

Nach seiner Beförderung zum Captain am 26. Juni 1866 war Heneage zwischen dem 21. Januar 1867 und dem 27. April 1870 Kommandant des Linienschiffs HMS Rodney, welches als Flaggschiff des Oberkommandierenden der Marinestation China (China Station) Vizeadmiral Henry Keppel diente. Als Kommandant des Linienschiffs HMS Royal Adelaide vom 2. November 1872 bis 1. November 1875 war er wiederum Kommandant des Flaggschiffs von Admiral Keppel, des nunmehrigen Oberkommandierenden der Marinebasis Devonport (Commander-in-Chief, Devonport). Er war ferner zwischen dem 7. Januar und dem 30. April 1881 Kommandant der Panzerfregatte HMS Warrior, die als Wachschiff der Küstenwache zugeordnet war.
Algernon Heneage wurde am 7. Juli 1884 zum Rear-Admiral befördert und übernahm am 20. September 1887 von Konteradmiral Sir Michael Culme-Seymour, 3. Baronet den Posten als Oberkommandierender der Marinestation Pazifik (Commander-in-Chief, Pacific Station). Dieses Kommando hatte er bis zum 4. Februar 1890 inne und wurde daraufhin von Konteradmiral Sir Charles Frederick Hotham abgelöst. In dieser Verwendung erfolgte zudem am 29. November 1889 seine Beförderung zum Vice-Admiral. Am 27. Februar 1892 wurde er als Nachfolger des am 19. Februar 1892 im Dienst verstorbenen Vizeadmirals Charles Curme neuer Oberkommandierender der Marinestation Sheerness (Commander-in-Chief, Sheerness) und behielt dieses Kommando bis zum 10. Dezember 1894, woraufhin Vizeadmiral Sir Richard Wells ihn ablöste. In dieser Verwendung wurde er am 25. Mai 1892 als Knight Commander des Order of the Bath (KCB) geadelt, so dass er fortan das Prädikat „Sir“ führte. Ferner wurde er am 9. Dezember 1894 zum Admiral befördert. Am 19. März 1898 schied er aus dem aktiven Militärdienst und trat in den Ruhestand. Am 26. Juni 1902 wurde er zum Knight Grand Cross des Order of the Bath (GCB) erhoben.
Algernon Charles Fieschi Heneage heiratete am 11. April 1875 Louisa Emma Antrobus († 1929), Tochter des langjährigen Unterhausmitglieds Sir Edmund Antrobus, 3. Baronet (1818–1899) und Marianne Georgiana Dashwood († 1903). Aus dieser Ehe ging die Tochter Cecil Louisa Marie Heneage hervor.